# NXT TakeOver XXX
NXT TakeOver XXX (originalmente NXT TakeOver: Boston) foi um evento de wrestling profissional da WWE Network produzido pela WWE para o sua divisão de marca NXT. Ocorreu em 22 de agosto de 2020 na Full Sail University em Winter Park, Flórida . Foi o 30º evento da cronologia NXT TakeOver.
O evento foi originalmente agendado para acontecer no TD Garden em Boston, Massachusetts, mas devido à pandemia de COVID-19, o prefeito Marty Walsh anunciou a suspensão de todas os eventos de grande escala e que nenhuma autorização seria emitida para um evento que poderia atrair uma grande multidão antes de 7 de setembro. Como tal, o evento foi transferido para a base do NXT na Full Sail University .
Seis lutas foram disputadas no evento, incluindo uma no pré-show. No evento principal, Karrion Kross derrotou Keith Lee para vencer o NXT Championship. Em outras lutas importantes, Io Shirai derrotou Dakota Kai para reter o NXT Women's Championship, Damian Priest venceu o NXT North American Championship em uma luta de escadas e Adam Cole derrotou Pat McAfee.

## Produção

### Conceito
TakeOver é uma série de eventos de wrestling profissional que começou em 29 de maio de 2014, quando a marca NXT realizou sua segunda transmissão ao vivo exclusiva na WWE Network chamada TakeOver. Nos meses seguintes, o apelido "TakeOver" se tornou a marca usada pela WWE para todos os seus especiais do NXT ao vivo na WWE Network.

#### Impacto da pandemia de COVID-19
Devido à pandemia de COVID-19, a WWE teve que apresentar a maioria de sua programação do WWE Performance Center em Orlando, Flórida, sem fãs presentes, embora no final de maio a promoção tenha começado a usar estagiários para servir como público ao vivo, que foi expandido para amigos e familiares dos lutadores em meados de junho. As transmissões do NXT, bem como do evento anterior, TakeOver: In Your House, no entanto, emanaram da sede da NXT na Full Sail University desde meados de março. Este evento, bem como o SummerSlam da noite seguinte, foram originalmente agendados para acontecer no TD Garden. No entanto, em 8 de maio de 2020, o prefeito de Boston, Marty Walsh, suspendeu todas os eventos de grande escala até 7 de setembro, cancelando efetivamente os eventos planejados da WWE na cidade.  Como resultado, o "TakeOver: Boston" foi transferido para a  Full Sail University e posteriormente renomeado para "TakeOver XXX" devido a ser o 30º evento da cronologia TakeOver.

### Histórias
O card foi composto por seis lutas, incluindo uma no pré-show, que resultaram de histórias roteirizadas, onde lutadores retratavam heróis, vilões ou personagens menos distintos para criar tensão e culminar em uma luta ou série de lutas, com resultados predeterminados pelos escritores da WWE na marca NXT, enquanto as histórias foram produzidas em seu programa de televisão semanal, NXT.
No episódio de 22 de julho do NXT, o então bicampeão Keith Lee refletiu sobre sua carreira e todas as oportunidades que teve e afirmou que agora queria pagar mais, então voluntariamente renunciou ao NXT North American Championship para permitir que outros lutadores tivessem chance pelo título, enquanto ele se concentraria exclusivamente em defender o NXT Championship. Como resultado, o gerente geral do NXT, William Regal, anunciou que haveria uma série de lutas triple threat configuradas como qualificatórias para uma luta de escadas cinco homens a ser realizada no TakeOver XXX para coroar um novo Campeão Norte-Americano. Naquela mesma noite, Bronson Reed derrotou Johnny Gargano e Roderick Strong para se tornar o primeiro a se classificar para a luta. Na semana seguinte, Dexter Lumis juntou a Reed como a segunda pessoa a se classificar ao derrotar Finn Bálor e Timothy Thatcher, mas foi posteriormente retirado da luta devido a uma lesão no tornozelo. No episódio de 5 de agosto, Damian Priest se juntou a Reed como a terceira pessoa a se classificar ao derrotar Oney Lorcan e Ridge Holland do NXT UK. Devido à lesão de Lumis, Regal anunciou duas lutas individuais que aconteceriam para preencher a vaga de Lumis e determinar os dois competidores finais. Os lutadores dessas lutas serão aqueles que não foram imobilizados nem finalizados nas ameaças triplas. No episódio de 12 de agosto do NXT, Cameron Grimes se juntou a Reed e Priest como a quarta pessoa a se qualificar ao derrotar Kushida e  Velveteen Dream, que após a luta fez um heel turn. Os dois últimos a se qualificarem foram Gargano e Dream, derrotando Holland e Bálor, respectivamente.
No TakeOver: In Your House, Shirai derrotou Rhea Ripley e a então campeã Charlotte Flair em uma luta Triple Threat para vencer o NXT Women's Championship. No episódio de 15 de julho do NXT, depois que Shirai defendeu o título com sucesso contra Tegan Nox, Kai atacou Shirai. No episódio de 5 de agosto do NXT, graças à interferência de Mercedes Martinez, Kai derrotou Ripley para ganhar uma oportunidade contra Shirai no TakeOver XXX, após o qual Martinez atacou Ripley.
Em 23 de julho, durante o programa de rádio de McAfee na CBS Sports Radio, Cole entrou em uma briga com McAfee, devido à McAfee acusar Cole de se esconder atrás da The Undisputed Era durante seu reinado recorde de 403 dias no NXT Championship e zombar de Cole por sua estatura menor, resultando em Cole xingando McAfee e empurrando um produtor. Em 27 de julho, o chefe do NXT, Triple H, ofereceu à McAfee a oportunidade de resolver as coisas com Cole no episódio de 5 de agosto do NXT. Durante a luta pelo NXT Tag Team Championship, que viu Fabian Aichner e Marcel Barthel do Imperium defenderem contra Bobby Fish e Kyle O'Reilly, McAfee zombou de Cole enquanto atuava como comentarista convidado e entrou em outra altercação, que terminou com McAfee jogando Cole enquanto Cole estava sendo contido, antes de ser expulso da Full Sail University. No dia seguinte, Triple H desafiou McAfee em nome de Cole para uma luta no TakeOver XXX no programa da ESPN Get Up!, que a McAfee mais tarde aceitou em um vídeo.

## Evento
| Função:                   | Nome:             |
| ------------------------- | ----------------- |
| Comentaristas em inglês   | Vic Joseph        |
| Comentaristas em inglês   | Corey Graves      |
| Comentaristas em inglês   | Beth Phoenix      |
| Comentaristas em espanhol | Carlos Cabrera    |
| Comentaristas em espanhol | Marcelo Rodriguez |
| Entrevistadora            | McKenzie Mitchell |
| Anunciadora de ringue     | Alicia Taylor     |
| Árbitros                  | Drake Wuertz      |
| Árbitros                  | Darryl Sharma     |
| Árbitros                  | DA Brewer         |
| Árbitros                  | Tom Castor        |
| Árbitros                  | Stephon Smith     |
| Painel do pré-show        | Scott Stanford    |
| Painel do pré-show        | Sam Roberts       |
| Painel do pré-show        | Booker T          |

### Pré-show
No pré-show do TakeOver XXX, Breezango (Fandango e Tyler Breeze) derrotaram Oney Lorcan & Danny Burch e Legado del Fantasma (Joaquin Wilde e Raul Mendoza) em uma luta triple threat para determinar os desafiantes número 1 ao NXT Tag Team Championship.

### Lutas preliminares
Na primeira luta do show principal, o Finn Bálor enfrentou Timothy Thatcher. A luta em si foi um confronto altamente técnico e Thatcher e Balor usaram muitas submissões. Bálor venceu após um Coup de Grace e um 1916.
Em seguida, o North American Championship vago foi decidido em uma luta five-way de escadas, com Bronson Reed, Damian Priest, Cameron Grimes, Johnny Gargano e Velveteen Dream. No meio da  luta, Reed aplicou um suicide dive em Grimes, Gargano e Priest, levando a esposa de Gargano, Candice LeRae, a aparecer e verificar seu marido. Grimes foi retirado da luta quando Gargano aplicou um powerbomb nele de uma escada para outra escada. Dream foi jogado para o público no chão de concreto. LeRae se envolveria mais na luta evitando que Grimes ganhasse o título. Ela também tentou impedir Reed de conquistar o título, mas sofreu muito quando Reed pulou da escada com LeRae nas costas, acertando em Gargano. No final, foi Damian Priest quem saiu como o novo campeão.
Em seguida, foi a luta rancorosa entre Adam Cole e Pat McAfee. As coisas começaram intensas depois que McAfee mergulhou para o lado de fora, acertando Cole e o resto de The Undisputed Era, seu próprio grupo de companheiros de equipe da NFL e vários oficiais da WWE e seguranças. A vantagem de McAfee se dissiparia com o tempo, depois que Cole o prendeu em um Figure 4 Leglock. McAfee escaparia e acertaria seu golpe característico em Cole que fez o kick out. McAfee também aplicou um suicide dive na Undisputed Era e o resto dos funcionários do lado de fora. No entanto, no final, seria Cole quem conquistaria a vitória após um Panama Sunrise.
Na penúltima luta, Io Shirai defendeu o NXT Women's Championship contra Dakota Kai. Kai começou a luta forte com vários chutes e lariants. Uma vez que Shirai começou a ofender, Kai escapou para o lado de fora, onde sua executora, Raquel Gonzalez, parou Shirai em seu caminho, tempo suficiente para Kai atacá-la por trás. Kai continuou sua vantagem mirando no braço de Shirai e acertando-a com o Kairopractor. Kai, então, chutaria acidentalmente o árbitro, deixando-o inconsciente. Shirai capitalizou com seu Over-the-Moonsault patenteado, mas foi atacada por Gonzalez, que derrubou Shirai com um Pumphandle Uranage. Kai capitalizou e cobriu Shirai quando o árbitro veio e começou a contagem, mas Shirai fez o kick out. Momentos depois, Shirai faria um Moonsault em Gonzalez e Kai fora do ringue. Shirai venceria a luta acertando Kai com mais um Over-the-Moonsault para reter o título. Posteriormente, Shirai foi atacada por Gonzalez, mas foi resgatada por Rhea Ripley.

### Evento principal
Na luta principal, Keith Lee defendeu o NXT Championship contra Karrion Kross, que estava acompanhado por Scarlett . Logo depois que o sino tocou, a luta foi rapidamente levada para o lado de fora, com Kross chutando o braço de Lee entre a grade de proteção e a divisória de acrílico. Kross continuou a cansar Lee com várias submissões, e até acertou um Doomsday Saito. Lee eventualmente voltaria contra Kross, contra-atacando uma arm bar levantando-o em uma powerbomb, e iria acertar Kross com o Spirit Bomb. Kross voltaria ao jogo prendendo Lee na jaqueta de Kross e quase fez o campeão desmaiar, mas Lee permaneceria consciente e lutaria para escapar. Lee tentou fazer uma manobra de top rope, mas foi recebido por Kross, que executou um top rope Doomsday Saito para imobilizar Lee e ganhar o NXT Championship pela primeira vez em sua carreira.

## Depois do evento
Após o fim do evento, foi relatado pela WWE que Karrion Kross sofreu uma lesão durante a luta do evento principal com Keith Lee. No SummerSlam, foi anunciado que Lee se mudaria para a marca Raw. No NXT seguinte, Kross anunciou que devido a sofrer aquela lesão no ombro, ele não teria autorização médica para defender o NXT Championship e, portanto, cedeu o cinturão. Como resultado, Regal anunciou mais tarde naquela noite que quatro ex-campeões - Johnny Gargano, Finn Bálor, Adam Cole e o retorno de Tommaso Ciampa - competiriam na edição "Super Tuesday" de 1º de setembro de 2020 do NXT em uma luta four-way 60-minute Iron Man pelo título vago. Também nesse episódio, Breezango derrotaram o Imperium para se tornarem os novos Campeões de Duplas no NXT, seus primeiros títulos na WWE, enquanto Kai e González capitalizaram a interferência de Martinez e derrotaram Ripley e Shirai no evento principal.

## Resultados
| Nº                                          | Resultados | Estipulações                                                                            | Tempo |
| ------------------------------------------- | --- | --------------------------------------------------------------------------------------- | ----- |
| Pré- show                                   | Breezango (Fandango e Tyler Breeze) derrotaram Oney Lorcan e Danny Burch e Legado del Fantasma (Joaquin Wilde e Raul Mendoza) | LutaTriple threat para determinar os desafiantes número um ao NXT Tag Team Championship | 6:52  |
| 1                                           | Finn Bálor derrotou Timothy Thatcher                                                                                          | Luta individual                                                                         | 13:32 |
| 2                                           | Damian Priest derrotou Bronson Reed, Cameron Grimes, Johnny Gargano, e Velveteen Dream                                        | Luta de escadas pelo NXT North American Championship                                    | 21:24 |
| 3                                           | Adam Cole derrotou Pat McAfee                                                                                                 | Luta individual                                                                         | 16:12 |
| 4                                           | Io Shirai (c) derrotou Dakota Kai (com Raquel González)                                                                       | Luta individual pelo NXT Women's Championship                                           | 17:13 |
| 5                                           | Karrion Kross (com Scarlett) derrotou Keith Lee (c)                                                                           | Luta individual pelo NXT Championship                                                   | 21:51 |
| (c) – Refere-se aos campeões antes da luta. | |                                                                                         |       |